# Лотосова сутра
Лотосовата сутра (на санскрит Садхарма Пундарика Сутра) е една от най-популярните и с огромно значение сутри в Махаяна традициите на будизма, на базата на която са създадени школи като китайстата Тянтай (в Япония известна като Тендай, а в Корея като Чьонтае) и японската Ничирен.

## Наименование
Санскритското наименование на сутрата е Садхарма Пундарика Сутра, което буквално означава „Сутра върху белия лотосов цвят на върховната дхарма“ и накратко превеждано като Лотосова сутра.

## Галерия
- Илюстрован ръкопис на Лотосовата сутра от времето на корейската династия Горейо, около 1340
- Бодхисатва Авалокитешвара, изображение от пещерите Аджанта
- Бодхисатва Самантабхадра, почитан като пазител на Лотосовата сутра